# Estació de Ribesaltes
L'estació de Ribesaltes (francès: Gare de Rivesaltes) és una estació ferroviària de la línia de Narbona a Portbou, situada al municipi de Ribesaltes, a la comarca del Rosselló (Catalunya del Nord) i al departament francès dels Pirineus Orientals, a la regió d'Occitània.
Fou posada en servei el 1858, per la Companyia de ferrocarril de Midi.
És una estació de la Societat Nacional dels Ferrocarrils Francesos (SNCF), atesa pels trens regionals exprés del TER d'Occitània.

## Situació ferroviària
Establerta a 29 metres d'altitud, al nord-oest del nucli urbà i a 4 km de l'aeroport de Perpinyà-Ribesaltes, l'estació de Ribesaltes està situada al punt quilomètric (PK) 459.312 de la línia de Narbona a Portbou, entre les estacions de Salses i de Perpinyà. En aquesta estació també s'origina el PK 470.737 de la línia de Carcassona a Ribesaltes, dins la qual es troba el tren turístic del País Càtar i de la Fenolleda.

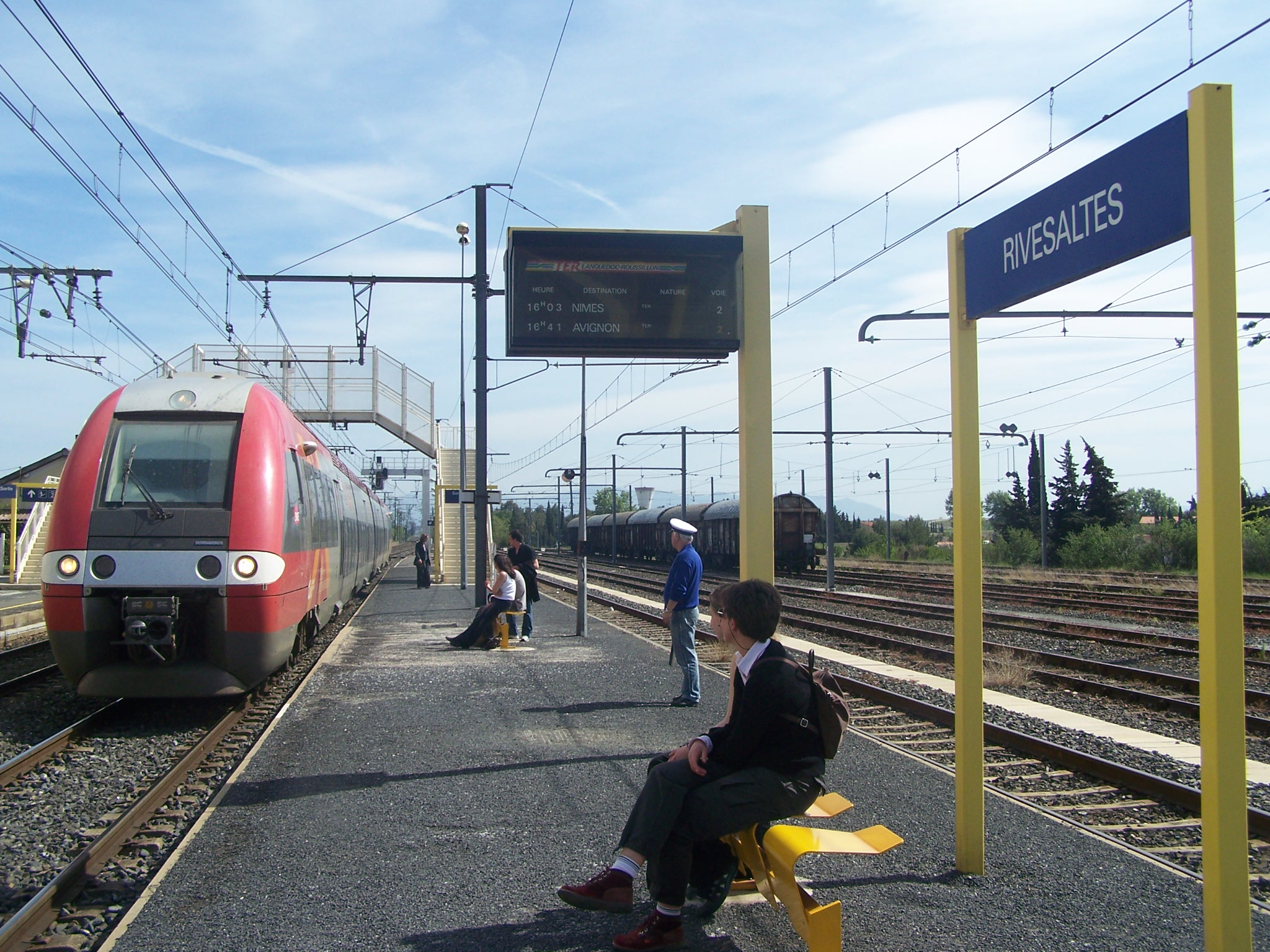
Un tren TER entrant a l'estació de Ribesaltes

## Història
L'estació de Ribesaltes fou posada en servei el 20 de febrer de 1858 per la companyia de ferrocarril de Midi, obrint d'aquesta manera el tram entre Narbona i El Vernet.
Durant el 1903, a l'estació se li va donar una gran carpa (com també és el cas dels seus veïns de Perpinyà i Narbona), però finalment es va trencar i es va desmantellar completament després de la Segona Guerra Mundial.
Rivesaltes, una gran ciutat vitivinícola, ha vist des de fa dècades passar trens sencers formats per vagons "llamps" plens de vi i moscat produïts a la regió.
L'estació fou electrificada en 1981.
En 2014, segons les estimacions de la SNCF, la freqüència anual de l'estació era de 85.945 passatgers. En 2018 aquesta xifra va baixar fins a 72.553 viatgers.

## Servei de viatgers

### Recepció
L'estació de l'SNCF, té un edifici de passatgers, obert tots els dies, on hi han taquilles. Està equipat amb màquines automàtiques per a la compra de bitllets.

### Servei
L'estació de Ribeslates presta servei al TER d'Occitània i unieix Perpinyà amb Narbona, Tolosa, Nimes, Avinyó i Marsella. També presta servei al tren turístic del País Càtar i de la Fenolleda, que té origen en aquesta estació i té com a destinació la ciutat de Carcassona.

### Intermodalitat
L'estació està equipada un aparcament de cotxes.